# 西市街道 (上饶市)
西市街道，是中华人民共和国江西省上饶市信州区下辖的一个乡镇级行政单位。

## 行政区划
西市街道下辖以下地区：
大公厂社区、马家弄社区、八角塘社区、解放路社区、天津桥社区、解放河社区、河中巷社区、胜利路社区、三官殿社区、五桂山社区、茶山路社区、杨家石桥社区、桥村社区、铁一社区、铁三社区、铁四社区、白鸥园社区、渡口社区、铁二社区和庆丰社区。